# Kaivosjärvi (Gällivare socken, Lappland, 747727-171265)
Kaivosjärvi är en sjö i Gällivare kommun i Lappland och ingår i Kalixälvens huvudavrinningsområde. Kaivosjärvi ligger i Lina fjällurskog Natura 2000-område.